# Attacken mot Pearl Harbor
Attacken mot Pearl Harbor  eller Slaget vid Pearl Harbor var ett överraskningsanfall som utfördes av den kejserliga japanska flottan mot den amerikanska marinbasen vid Pearl Harbor, Hawaii på morgonen den 7 december 1941. Nästa dag förklarade USA krig mot Japan vilket resulterade i landets inträde i andra världskriget. Attacken var tänkt som en förebyggande åtgärd för att hålla den amerikanska Stillahavsflottan borta från den planerade japanska invasionen av de brittiska och nederländska kolonierna i Sydostasien, samt USA:s koloni Filippinerna. Basen attackerades av japanska flygplan (totalt 353, i två omgångar) som utgick från sex hangarfartyg samt fem miniubåtar.
Fyra amerikanska slagskepp sänktes (av vilka två bärgades och togs i bruk senare i kriget) och alla de fyra andra närvarande slagskeppen skadades. Japanerna sänkte eller skadade också tre kryssare, tre jagare, ett luftvärnsutbildningsfartyg och ett minfartyg. 188 amerikanska flygplan förstördes, 2 402 personer dödades  och 1 282 skadades. Kraftstationen, varvet, underhållstjänsten, bränsle- och torpedlagringsanläggningarna samt ubåtskajerna och högkvarteret (även plats för underrättelsesektionen) attackerades inte. De japanska förlusterna var små, med 29 flygplan och fem miniubåtar förlorade och 65 militärer dödades eller sårades. En japansk sjöman tillfångatogs.
Attacken kom som en stor chock för det amerikanska folket. Det inhemska stödet för isolationismen, som varit starkt, försvann (isolationisterna ville hålla USA utanför andra världskriget). För att stötta Japan förklarade Tyskland och Italien krig mot USA 11 december (krigsförklaringar som inte begärts av något fördrag). Detta gjorde att USA blev direkt inblandat på den europeiska krigsskådeplatsen, tidigare hade man endast lämnat begränsat stöd till de allierade (till exempel genom Lend-Lease Act). Trots många historiska prejudikat för oanmälda militära åtgärder ledde avsaknaden av en formell förvarning från Japan, särskilt medan förhandlingarna fortfarande tydligt pågick, till att president Franklin D. Roosevelt i sitt tal proklamerade att den 7 december skulle vara "en dag som kommer att leva i vanära".

## Bakgrund
I juli 1941 hade USA, Storbritannien och Nederländerna fryst alla japanska kommersiella tillgångar i hopp om att stävja Japans expansion i Sydostasien och stoppa det andra kinesisk-japanska kriget. Som villkor för att lyfta embargot ställde USA krav på att Japan skulle dra sig tillbaka från Kina och gå ur tremaktspakten, vilket de inte var villiga att göra. Japan var ytterst beroende av import av råvaror såsom olja och planerade därför att anfalla det oljerika Nederländska Ostindien, Brittiska Malaya och den amerikanska kolonin Filippinerna. Eftersom den japanska industrin var mycket mindre än USA:s kunde Japan inte hoppas på att vinna ett längre krig, så planer på att anfalla den amerikanska Stillahavsflottan där den låg för ankar i flottbasen Pearl Harbor i Hawaii drogs upp. Detta i hopp om att sätta flottan ur spel så att Japan kunde etablera ett så starkt försvar av sina besittningar runt Stilla havet att USA inte skulle ha något annat val än att förhandla om fred.

## Förberedelserna
Den japanska kommendören Kameto "Gandhi" Kurojima kom fram till att anfallet skulle utföras med sex hangarfartyg understödda av nio jagare och en tung kryssare. Denna flotta kallades för Första luftflottan (Koku Kantai på japanska). Viceamiral Chuichi Nagumo hade befälet över flottan. En liten stödstyrka som bestod av två slagskepp och två tunga kryssare skulle skydda Första luftflottan från ytfartyg. Flottan färdades över norra Stilla havet för att undvika spaningsflyg.
Militärledningen kom överens att anfallet skulle starta den 7 december klockan 8:00. Första mål var hangarfartygen och de stora slagskeppen (sedan skulle flygfält och hangarer attackeras för att hindra amerikanskt flyg från att slå tillbaka).
De sex hangarfartygen skulle ha med sig cirka 390 plan. Aichi D3A "Val" störtbombare, Nakajima B5N "Kate" torpedbombare och Mitsubishi A6M Zero-Zen "Zeke" jaktflygplan var flygplanen som skulle användas. Mitsuo Fuchida var chef för anfallet.
"Niitaka-yama ni nobore", eller Bestig berget Niitaka, var kodordet som skulle användas om Nagumo skulle anfalla Pearl Harbor. "To...to...to..." följt av "Tora-Tora-Tora" skulle Fuchida använda om anfallet hade överraskat fienden.
Den 26 november lämnade Första luftflottan Hitokappubukten tillsammans med stödflottan och tankfartyg från Japan. Den 1 december mottog Nagumo anfallsordern. Två dagar senare tankade flottan vid datumgränsen och började med en hastighet av 25 knop svänga in mot Pearl Harbor.
Noggranna försiktighetsåtgärder gällande planeringen och inövningen av anfallet gjorde tillsammans med en lyckad vilseledning av den amerikanska signalspaningen att fienden inte hade en aning om var de japanska hangarfartygen befann sig (man trodde att de var baserade i hamnar på Japan fram till att anfallet kom). Japansk signalspaning gav vid handen att inga amerikanska spaningsflygplan patrullerade norr om Pearl Harbor, så därför beslutades att anfalla från den riktningen.

### Enheter som ingick i anfallsstyrkan
- 1:a hangarfartygsdivisionen
  - Akagi
  - Kaga
- 2:a hangarfartygsdivisionen
  - Sōryū
  - Hiryū
- 5:e hangarfartygsdivisionen
  - Shōkaku
  - Zuikaku
- 3:e slagskeppsdivisionen
  - Hiei
  - Kirishima
- 8:e kryssardivisionen
  - Tone
  - Chikuma

## Anfallet

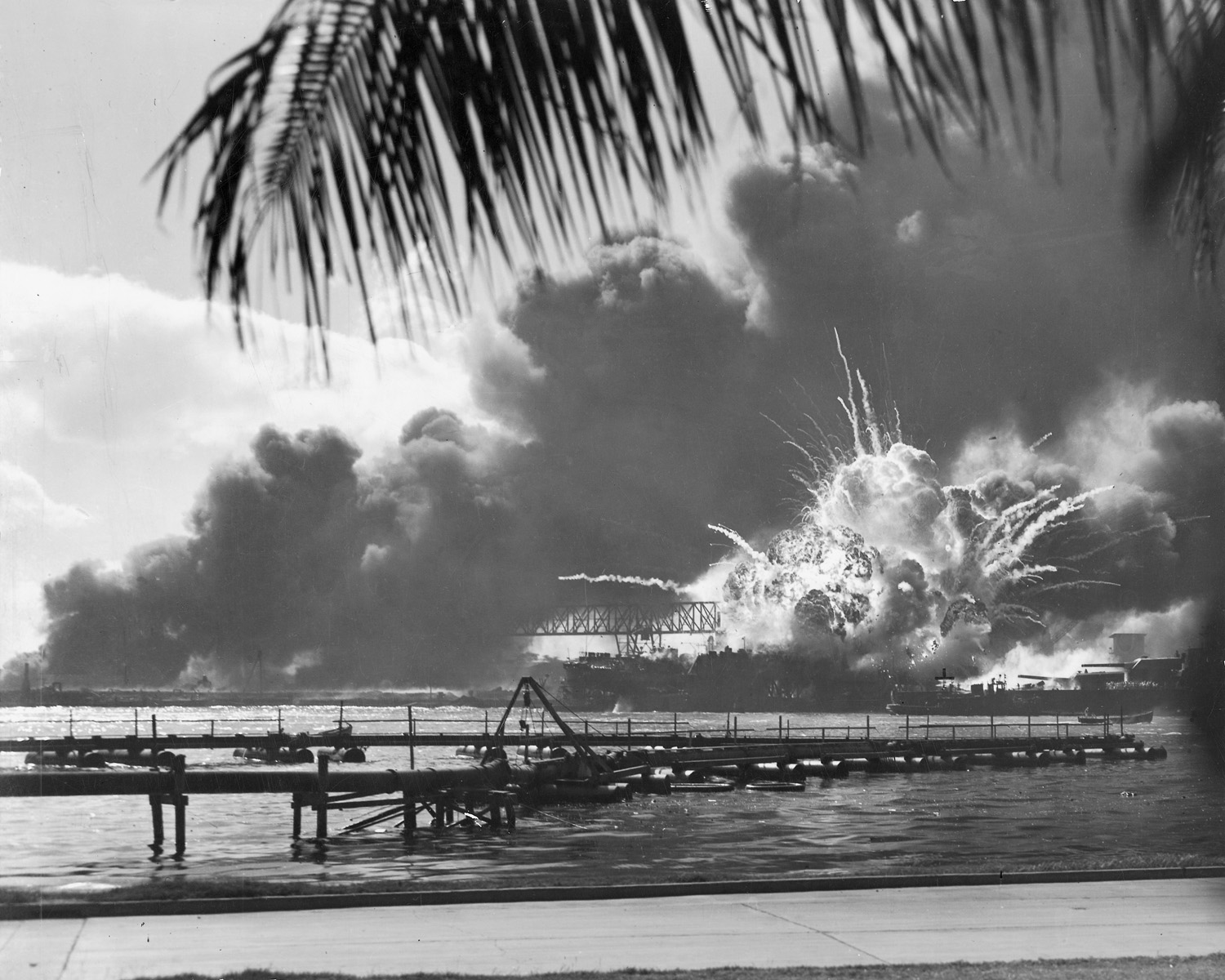
USS Shaw exploderar.

Den 7 december 1941, då anfallet skulle ske, väntade Pearl Harbor en division B-17 från fastlandet och därför sände man radio från Pearl Harbor hela dygnet. Klockan 06:00 på morgonen den 7 december lyfte det första japanska flygplanet i anfallet och på 15 minuter hade de första 183 planen lyft. Samtidigt fick Pearl Harbor in signaler på sin radar men trodde att det var B-17-planen från fastlandet som kom.
Cirka klockan 07:55 började bomber och torpeder falla. Efter tio minuter träffades USS Arizona av en bomb som penetrerade pansardäcket i närheten av Torn 2 och exploderade, varvid den antingen antände ett svartkrutförråd för salutkanoner och katapulter (troligast enligt utredningar efter kriget) eller (mindre troligt enligt samma utredningar) detonerade inne i den främre ammunitionsdurken för huvudpjäserna; oaktat vilket ledde detta till att drivladdningarna (röksvagt krut i silkespåsar) för huvudpjäserna som lagrades i ammunitionsdurken exploderade. Explosionen på Arizona orsakade 1200 amerikanska besättningsmäns död. 
Ytterligare sju fartyg sänktes eller förstördes och oljan som fartygen hade släppt ut började brinna. Fler än 200 amerikanska flygplan förstördes på marken innan de hann lyfta. Omkring klockan 9:00 lyfte den andra japanska anfallsvågen bestående av 167 flygplan.
Efter anfallen hade Japan endast förlorat 29 flygplan, 55 flygare, en ubåt och fem miniubåtar. I jämförelse hade omkring 2403 amerikanska militärer och civila stupat, åtta fartyg sänkts och cirka 250 flygplan förstörts. De amerikanska hangarfartygen (ett av japanernas huvudmål) var till havs och förblev oskadda, vilket var ett strategiskt bakslag för anfallarna.

## Efterspel

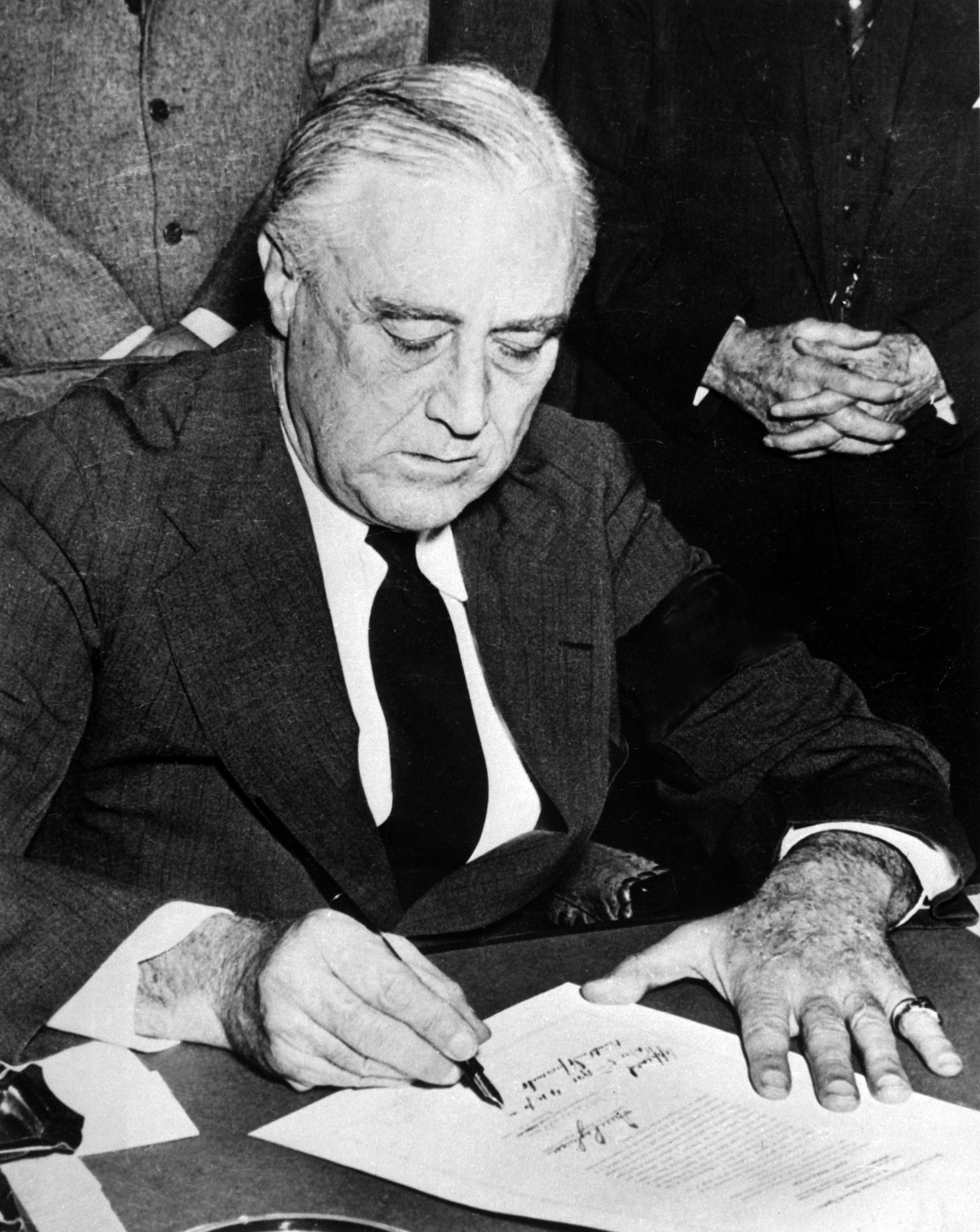
President Franklin D. Roosevelt undertecknar krigsförklaringen mot Japan dagen efter anfallet.

Dagen efter anfallet röstade USA:s representanthus enhälligt (så när som på en röst), på president Roosevelts begäran, för att förklara krig mot Japan. 11 december förklarade Tyskland och Italien krig mot USA och USA svarade omedelbart med att förklara krig mot dem. USA:s inträde i andra världskriget var nu ett faktum. Rapporter från allmänheten om att amerikaner av japansk härkomst spionerade åt Japan strömmade in från hela landet och ledde till internering av japaner i USA under andra världskriget.

### Officiella utredningar
Ett flertal utredningar om hur attacken kunde tagit det amerikanska försvaret med total överraskning utfördes under kriget. Den första, Robertskommissionen, rentvådde de politiska ledarna och lade skulden på högsta befäl på Hawaii: armégeneralen Walter Short och amiral Husband Kimmel, som båda degraderades och snart tog avsked från det militära. Ytterligare sex utredningar utfördes av den amerikanska armén och flottan som lade skulden på olika befattningshavare. Vid krigets slut kunde en kommitté från USA:s kongress göra en utförligare utredning, med tillgång till dokument som ditintills varit hemliga. Utredningen fann att skulden delades av många, både befälhavare och politiker. Kommittén fann att tjänstemän i Washington inte informerat militären om att Japan spanat på flottan i Hawaii och att de inte informerat dem om att de snappat upp ett meddelande till japanska diplomater som beordrade dem att bränna sina kodböcker 7 december (ett tecken på nära förestående krig).

### Konspirationsteorier
Vissa revisionistiska historiker hävdar att Roosevelt medvetet provocerade Japan att anfalla och att han visste om attacken mot Pearl Harbor på förhand, men valde att dölja detta för att dra in USA i kriget. Denna ståndpunkt har inget stöd bland historikernas huvudfåra. Andra historiker menar däremot att även om Roosevelt inte exakt visste att japanerna skulle anfalla Pearl Harbor så hade relationerna försämrats månaderna innan attacken. Efter fortsatta japanska erövringar i Asien under våren 1941 initierade USA och Storbritannien en handelsbojkott mot Japan sommaren samma år vilket bland annat innebar att USA slutade leverera olja till Japan. Dessutom infann sig en allmän känsla av att kriget låg i luften, till exempel minskade antalet amerikaner som bodde i Tokyo månaderna innan anfallet. Underrättelsetjänsten hade även varnat flera gånger för ett japanskt anfall mot USA.

## Skildringar i populärkulturen
- Tora! Tora! Tora!, amerikansk film från 1970
- Pearl Harbor, amerikansk film från 2001

### Fotnoter
1. ↑  Om inget annat anges var alla listade fartyg bärgningsbara.[2]
2. ↑  Kallad Hawaii Operation eller Operation AI[6][7] av det japanska kejserliga högkvarteret (Operation Z i planeringsstadiet)[8]
3. ↑  Det före detta slagskeppet USS Utah (AG-16, tidigare BB-31).